# Coelichneumon neomexicanus
Coelichneumon neomexicanus là một loài tò vò trong họ Ichneumonidae.